# The Silencers

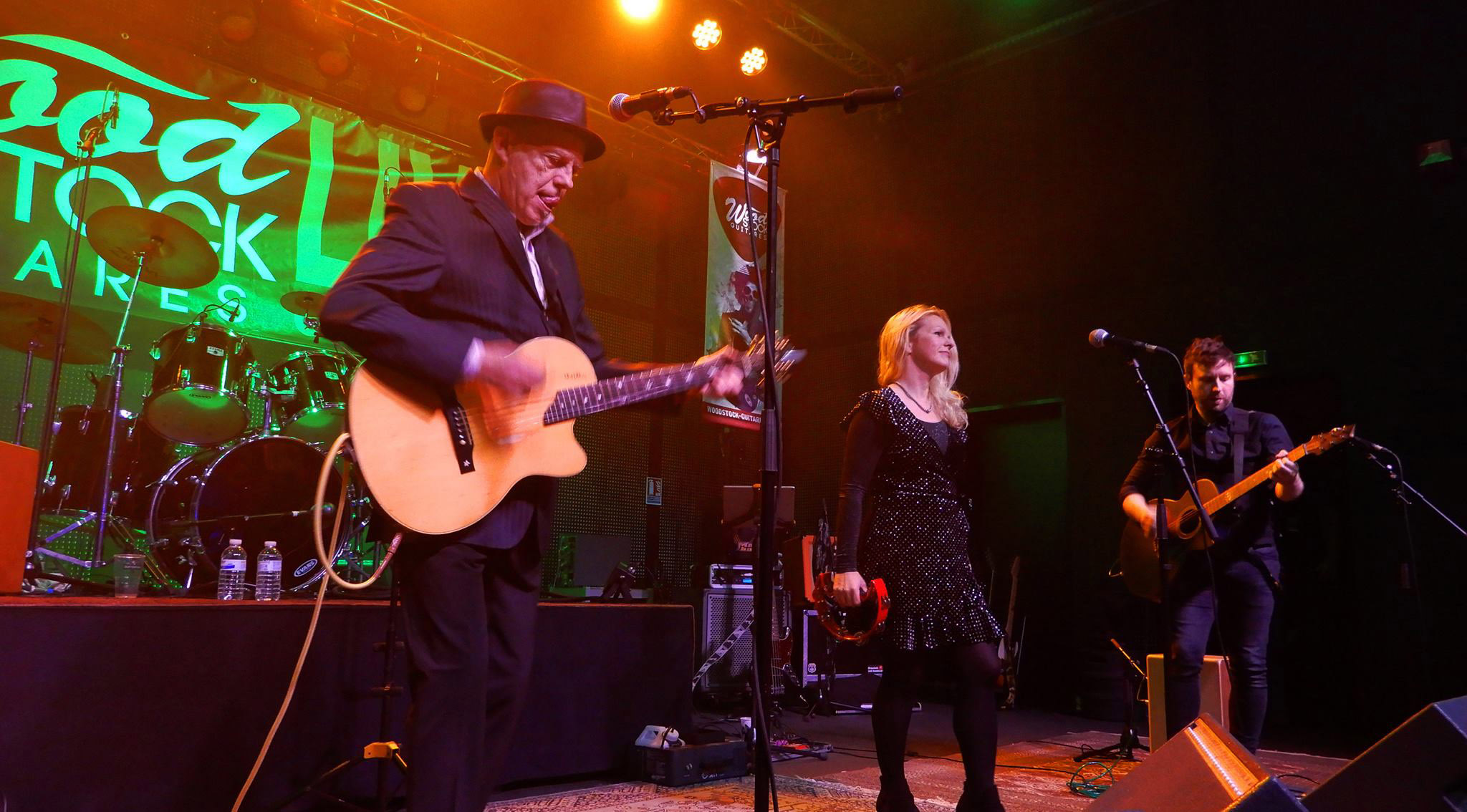
The Silencers – Livekonzert im Jahr 2018

The Silencers ist eine britische Rockband mit schottischen Wurzeln, die 1986 in London gegründet wurde.

## Geschichte
Jimme O’Neill (Sänger und Songwriter) und Cha Burns (Gitarre), die zuvor schon mit der Post-Punk-Band Fingerprintz erste Erfolge gefeiert hatten, gründeten 1986 zusammen mit dem Bassisten Joe Donnelly und dem Schlagzeuger Martin Hanlin die Band The Silencers.
Die Aufnahmen zum ersten Album plante die Band zunächst mit Produzent Adam Williams in den Hansa Studios in Berlin. Die dort gemachten Aufnahmen überzeugten O’Neill und Burns aber nicht und sie wurden verworfen. The Silencers spielten das erste Album A Letter From St. Paul, das 1987 veröffentlicht wurde und das relativ erfolgreiche Painted Moon und einen anderen Hit mit dem Titel I See Red beinhaltete, letztlich in den ihnen vertrauteren Castlesound Studios in East Lothian mit den Produzenten Dave Bascombe und Callum Malcolm ein. Bis zur Veröffentlichung mussten einige Schwierigkeiten überwunden werden. So erlitt Gitarrist Burns eine Gehirnblutung und fiel für sechs Wochen aus. Ein schon fest für das Album eingeplanter Song wurde gestrichen, da der Titel zu sehr dem eines gerade von U2 veröffentlichen Liedes ähnelte.
Das Album A Letter From St. Paul wurde während einer Europatournee mit The Pretenders veröffentlicht. Die Auftritte von The Silencers mit The Pretenders legten in Frankreich den Grundstein für die Popularität der Band in diesem Land. Auch in den USA kamen The Silencers 1987 durch Konzertauftritte als Support-Act zu erster Bekanntheit. Sie spielten u. a. vor Squeeze im Madison Square Garden in New York. Im Frühjahr 1988 folgte noch eine Tour als Vorgruppe von The Alarm durch Europa.
Ihre erste ausgekoppelte Single Painted Moon, die vom Falkland-Konflikt vier Jahre zuvor inspiriert ist, wurde ein kleiner internationaler Erfolg. In den USA ging der Song bis auf Platz Nr. 51 in den Billboard Hot 100. Zeitweise verglich man The Silencers sogar mit den Simple Minds und U2, mit denen sie 1987 auch zusammen im Cardiff Arms Park in Wales gespielt hatten. Der Erfolg in Großbritannien blieb aber relativ gering.
Das zweite Album A Blues for Buddha, das die Band noch 1988 veröffentlichte, entstand vollständig in Schottland. O’Neill zog von London wieder in seine schottische Heimat. Das Album wurde in den CaVa Studios in Glasgow aufgenommen. Aus dem Album wurden die Songs The Real McCoy, der vom Gefühl wieder in Schottland zu leben inspiriert ist, und Scottish Rain, der den radioaktiven Regen über Schottland nach der Reaktorkatastrophe von Tschernobyl thematisiert, ausgekoppelt. Nachdem das erste Album und insbesondere die Single Painted Moon in den USA ein achtbarer Erfolg gewesen waren, konnte das zweite Album (und auch alle danach noch folgenden) daran nicht mehr anknüpfen.
In Europa tourten The Silencers 1988 für vier Monate zusammen mit den Simple Minds und spielten dabei u. a. im Wembley-Stadion in London.
1991 erschien das in den UK erfolgreichste dritte Album Dance to the Holy Man mit der besonders in Spanien erfolgreichen Auskopplung Bulletproof Heart (ein Song, den O’Neill 1980 schon mit den Fingerprintz aufgenommen hatte). Während der Aufnahmen zum Album kam es in der Band zu Spannungen, in deren Folge erst Bassist Joe Donnelly und kurze Zeit später auch Schlagzeuger Martin Hanlin The Silencers verließen. Sie wurden im Sommer 1990 durch Tonny Soave am Schlagzeug und Lewis Rankine am Bass ersetzt. Schon seit Beginn der Aufnahmen zum Album spielte Davie Crichton (Keyboards) bei The Silencers. Für die Europatour stieß zudem Jame Gilmour (Gesang) zur Band, sodass nun sechs Musiker auf der Bühne standen.
In den 1990ern folgten The Silencers modischen Trends und wechselten von ihrem alten Stil zu Grunge und elektronischer Musik. Sie veröffentlichten weiterhin Alben, konnten aber an ihre früheren Erfolge kaum anknüpfen.
Im Jahr 2000 verließ Cha Burns die Band. Er starb 2007 im Alter von 50 Jahren an Lungenkrebs.
Mehr noch als in den Jahren zuvor bildete Jimme O’Neill, der seit Anfang der 2000er Jahre in Frankreich (zunächst in Rennes, später in Ploërmel (Morbihan)) lebt, nach dem Weggang Burns` den Kern von The Silencers. Nacheinander stießen seine Kinder James (Gitarre), Aura (Gesang) und Colin (Gitarre) zur Band. In Frankreich und in Schottland, aber auch in Spanien spielten The Silencers in den letzten Jahren immer wieder einige Konzerte.
2023 brachten The Silencers nach fast 20 Jahren mit Silent Highway wieder ein Album heraus. Am 23. Juni 2023 erschien die neue Single 67 Overdrive.

## Stil
Die Musik der Band zeichnet sich durch einen melodischen Mix aus Pop, Volksmusik und traditionellen keltischen Einflüssen aus.
The Silencers werden oft mit anderen schottischen Bands mit ähnlichem Stil verglichen. Beispiele sind Big Country, Del Amitri und The Proclaimers.

## Diskografie

### Alben
| Jahr | Titel                 | Höchstplatzierung, Gesamtwochen, AuszeichnungChartsChartplatzierungen (Jahr, Titel, Platzierungen, Wochen, Auszeichnungen, Anmerkungen) | Anmerkungen |
| Jahr | Titel                 | UK | Anmerkungen |
| ---- | --------------------- | --- | ----------- |
| 1991 | Dance to the Holy Man | UK39 (2 Wo.)UK |             |
| 1993 | Seconds of Pleasure   | UK52 (1 Wo.)UK |             |
| 1995 | So Be It              | UK97 (1 Wo.)UK |             |

Weitere Alben
- 1987: A Letter From St. Paul
- 1988: A Blues for Buddha
- 1998: Receiving
- 2001: A Night of Electric Silence
- 2004: Come
- 2006: En Concert
- 2008: Real
- 2023: Silent Highway

### Kompilationen
- 1996: Blood and Rain

### Singles
| Jahr | Titel Album                         | Höchstplatzierung, Gesamtwochen, AuszeichnungChartplatzierungen (Jahr, Titel, Album, Platzierungen, Wochen, Auszeichnungen, Anmerkungen) | Höchstplatzierung, Gesamtwochen, AuszeichnungChartplatzierungen (Jahr, Titel, Album, Platzierungen, Wochen, Auszeichnungen, Anmerkungen) | Anmerkungen                        |
| Jahr | Titel Album                         | UK | US | Anmerkungen                        |
| ---- | ----------------------------------- | --- | --- | ---------------------------------- |
| 1987 | Painted Moon A Letter From St. Paul | UK57 (5 Wo.)UK | US82 (6 Wo.)US | Erstveröffentlichung: 1. Juli 1987 |
| 1988 | I See Red A Letter From St. Paul    | UK93 (1 Wo.)UK | — |                                    |
| 1988 | Answer Me A Blues for Buddha        | UK89 (2 Wo.)UK | — |                                    |
| 1988 | The Real McCoy A Blues for Buddha   | UK81 (2 Wo.)UK | — |                                    |
| 1989 | Scottish Rain A Blues for Buddha    | UK71 (3 Wo.)UK | — |                                    |
| 1993 | I Can Feel It Seconds of Pleasure   | UK62 (1 Wo.)UK | — |                                    |
| 1995 | Wild Mountain Thyme So Be It        | UK81 (2 Wo.)UK | — |                                    |

Weitere Singles
- 1987: I Can’t Cry
- 1989: Razor Blades of Love
- 1991: I Want You
- 1991: Bulletproof Heart
- 1991: Hey Mr. Bank Manager
- 1995: Number One Friend
- 1995: Something Worth Fighting For
- 1995: 27
- 2023: 67 Overdrive

## Auszeichnungen für Musikverkäufe
| Goldene Schallplatte - Frankreich - 1989: für das Album A Blues for Buddha - 1991: für das Album Dance to the Holy Man |

| Land/RegionAuszeichnungen für Musikverkäufe (Land/Region, Auszeichnungen, Verkäufe, Quellen) | Gold     | Platin | Verkäufe | Quellen     |
| -------------------------------------------------------------------------------------------- | -------- | ------ | -------- | ----------- |
| Frankreich (SNEP)                                                                            | 2× Gold2 | —      | 200.000  | infodisc.fr |
| Insgesamt                                                                                    | 2× Gold2 | —      |          |             |